# Fétigny (Jura)
korábbi község (település) Franciaországban, Jura megyében. 2017. január 1-jén Chatonnay, Légna és Savigna községgel egyesült és Valzin en Petite Montagne új község része lett.
település Franciaországban, Jura megyében. Lakosainak száma 85 fő (2014). Fétigny Sarrogna, Cernon, Légna és Savigna községekkel határos.

## Népesség
A település népességének változása:
| Lakosok száma | 107  | 81   | 62   | 62   | 77   | 89   | 96   | 88   | 85   |
|               | 1968 | 1975 | 1982 | 1990 | 1999 | 2006 | 2011 | 2013 | 2014 |